# Riejanne Markus
Riejanne Markus (Diemen, 1º settembre 1994) è una ciclista su strada olandese che corre per il team Lidl-Trek. Attiva a livello Elite UCI dal 2014, è stata campionessa mondiale ed europea 2019 nella specialità della staffetta mista a squadre; si è inoltre classificata seconda alla Vuelta Femenina 2024.

## Palmarès

### Strada
- 2017 (Team Liv-Plantur, quattro vittorie)

Omloop van Borsele
1ª tappa Gracia-Orlová (Orlová > Štramberk)
3ª tappa, 1ª semitappa Gracia-Orlová (Havířov > Havířov, cronometro)
Classifica generale Gracia-Orlová
- 2021 (Jumbo-Visma Women Team, una vittoria)

2ª tappa Ladies Tour of Norway (Askim > Mysen)
- 2022 (Team Jumbo-Visma, due vittorie)

Campionati olandesi, Prova in linea Elite
4ª tappa Holland Ladies Tour (Landgraaf > Landgraaf)
- 2023 (Team Jumbo-Visma, due vittorie)

Navarra Women's Elite Classics
Campionati olandesi, Prova a cronometro Elite
- 2024 (Team Visma-Lease a Bike, tre vittorie)

Veenendaal-Veenendaal Classic
Campionati olandesi, Prova a cronometro Elite
3ª tappa Tour de Romandie Féminin (Morges > Morges)

#### Altri successi
- 2019 (CCC-Liv)

Campionati europei, staffetta mista (con la Nazionale olandese)
Campionati del mondo, staffetta mista (con la Nazionale olandese)
- 2023 (Team Jumbo-Visma)

1ª tappa La Vuelta Femenina (Torrevieja, cronosquadre)
- 2024 (Team Visma-Lease a Bike)

1ª tappa Princess Anna Vasa Tour (Toruń > Toruń, cronosquadre)

### Mountain bike
- 2023

Egmond-Pier-Egmond (Egmond)

## Piazzamenti

### Grandi Giri
- Giro d'Italia

2016: 66ª
2017: 78ª
2018: 59ª
2019: 48ª
2021: 34ª
2022: non partita (6ª tappa)
- Tour de France

2022: 12ª
2023: 11ª
2024: 44ª
- Vuelta a España

2023: 4ª
2024: 2ª

### Competizioni mondiali
- Campionati del mondo su strada

Yorkshire 2019 - Staffetta: vincitrice
Fiandre 2021 - Cronometro Elite: 9ª
Fiandre 2021 - Staffetta: 2ª
Wollongong 2022 - Staffetta: 5ª
Wollongong 2022 - In linea Elite: 47ª
Glasgow 2023 - Cronometro Elite: 9ª
Glasgow 2023 - Staffetta: 7ª
Glasgow 2023 - In linea Elite: 9ª
Zurigo 2024 - In linea Elite: 9ª
- Campionati del mondo gravel

Veneto 2022 - Elite: 10ª
Veneto 2023 - Elite: 13ª
Brabante Fiammingo 2024 - Elite: 7ª

### Competizioni continentali
- Campionati europei

Tartu 2015 - In linea Under-23: 5ª
Plumelec 2016 - Cronometro Elite: 15ª
Plumelec 2016 - In linea Elite: 21ª
Alkmaar 2019 - Staffetta: vincitrice
Trento 2021 - Cronometro Elite: 5ª
Trento 2021 - In linea Elite: 17ª
Monaco di Baviera 2022 - Cronometro Elite: 3ª
Monaco di Baviera 2022 - In linea Elite: 50ª
Drenthe 2023 - Staffetta: 4ª
Drenthe 2023 - Cronometro Elite: 7ª
Drenthe 2023 - In linea Elite: 20ª
Limburgo 2024 - Cronometro Elite: 4ª
Limburgo 2024 - In linea Elite: 43ª